# Muzej sovjetske okupacije, Tbilisi
Muzej sovjetske okupacije (gruzinsko საბჭოთა ოკუპაციის მუზეუმი, latinizirano: sabch'ot'a okupats'iis muzeumi) je muzej v Tbilisiju v Gruziji, ki se ukvarja z dokumentiranjem sedmih desetletij sovjetske oblasti v Gruziji (1921–1991) in je posvečen zgodovini protiokupacijskega, narodnoosvobodilnega gibanja Gruzije ter žrtvam sovjetske politične represije v tem obdobju. Ustanovljen je bil 26. maja 2006. Muzej je del Gruzijskega narodnega muzeja.

## Razstava
Muzej se nahaja na Rustavelijevi aveniji, glavni promenadi v Tbilisiju in je upravno del  Gruzijskega narodnega muzeja. Kot tretji tovrstni muzej v postsovjetskih državah je bil vsaj delno navdihnjen po zgledih podobnih razstav v Talinu (Estonija) in Rigi (Latvija). Uradno je bil odprt v okviru praznovanja dneva neodvisnosti Gruzije 26. maja 2006. Potrebna finančna sredstva je večinoma zagotovil Predsedniški sklad, izvenproračunski vir prihodkov, ki ga nadzira administracija predsednika Gruzije. Število razstavljenih predmetov se giblje okoli 3.000.
Muzej sovjetske okupacije je stalna razstava, ki prikazuje arhivske dokumente, fotografske in video materiale, ki prikazujejo obdobje od kratkotrajne neodvisnosti Gruzije po prvi svetovni vojni med letoma 1918 in 1921 do njene ponovne pridobitve neodvisnosti po razpadu Sovjetske zveze leta 1991. Poseben poudarek je na dogodku leta 1989, ko je sovjetska vojska nasilno zatrla zborovanje za neodvisnost Gruzije. Na razstavi so tudi drugi eksponati, kot so protokoli zaslišanj disidentov, ukazi za streljanje ali izgon, osebni dosjeji ljudi, ki so bili politično preganjani, in predmeti iz zaporniških celic iz sovjetskega obdobja. Poleg tega muzej hrani arhivske materiale sovjetske varnostne službe (KGB) in Komunistične partije, ki so bili rešeni in evakuirani iz Gruzije po razpadu Sovjetske zveze. Te dokumente dopolnjujejo materiali, ki so jih prispevale različne javne organizacije in družine disidentov. Muzej objavlja tematske zbirke in organizira javna predavanja zgodovinarjev o zgodovini Gruzije 20. stoletja. Prvi direktor muzeja je bil David Tskhadadze, od decembra 2008 pa muzej vodi dr. Levan Urušadze.

## Reakcije
Odprtje Muzeja sovjetske okupacije je bilo simbolno in časovno načrtovano, kar je sprožilo negativne reakcije nekaterih politikov v Rusiji. Ti so muzej označili za »čisto nacionalistično propagando«. Ruski predsednik Vladimir Putin je na srečanju s svojim gruzijskim kolegom Mihailom Sakašvilijem v Sankt Peterburgu junija 2006 izrazil nezadovoljstvo in poudaril, da so mnogi vodilni sovjetski voditelji, kot sta Josif Stalin in Lavrentij Berija, izvirali iz Gruzije. Po navedbah vira v gruzijski vladi je, kot odgovor, Sakašvilij predlagal, da se Rusiji ponudi sredstva za odprtje Muzeja gruzijske okupacije v Moskvi. Kasneje je Sakašvili zatrdil, da muzej ni uperjen proti nikomur: »To je muzej sovjetske okupacije, ne ruske okupacije Gruzije ... Če si nekdo, nekje, na neki ravni to vzame osebno, je to njihov problem in ne naš.«
Marca 2007 je muzej obiskal ukrajinski predsednik Viktor Juščenko in predlagal odprtje podobnega muzeja v Ukrajini.